# Густав II Адолф
Вижте пояснителната страница за други личности с името Густав Адолф.
Густав II Адолф (на шведски: Gustav Adolf den store; на латински: Gustavus Adolphus Magnus; * 9 декември 1594 (стар стил), Швеция; † 6 ноември 1632 (стар стил), Лютцен, Свещена Римска империя), наричан Густав Адолф Велики и Лъвът на Севера, е крал на Швеция от 1611 г. Син и наследник на Карл IX.
Отличното образование на Густав, държавническият талант и ранното участие в държавните дела, изиграват голям роля за успеха му като шведски крал. С помощта на канцлера си Аксел Уксеншерна осигурява вътрешна стабилност, дава привилегии на аристокрацията и прекратява Калмарската война с Дания през 1613 г. Това му позволява да започне успешна война с Русия, която е принудена да му отстъпи Ингерманланд (1617 г.).
Густав не взема участие в началото на т. нар. Тридесетгодишна война. През 1621 г. той възобновява войната между шведския и полския клон на династията Васа. Първостепенната му цел е да завладее територии в Полша, които да укрепят шведската хегемония в Прибалтика, до завоюването на полска Ливония и да намали заплахата от католика Сигизмунд III, крал на Полша, за протестантска Швеция.

## Участие в Тридесетгодишната война
Успехите на свещения римски император Фердинанд II карат Густав да влезе в войната на страната на протестантските германски принцове. През 1624 г. той обещава помощ на Кристиан IV Датски в защитата на Щралзунд. През 1627 г. с помощта на френския пръв министър – кардинал дьо Ришельо, Густав II сключва мир с Полша в Алтрмарк, придобивайки големи територии в Ливония и няколко балтийски пристанища. Таен договор на Густав с Франция му гарантира субсидии, ако той нахлуе в Германия.
Шведският крал нахлува в Померания с 13 000 армия през 1630 г. Скоро силите му наброяват 40 000 души. Нашествието на Густав в Мекленбург се проваля, след като местното население отказва да се присъедини в армията му срещу имперския пълководец Валенщайн, който е новият владетел на Мекленбург. В началото на 1631 г. шведско-френският съюз е подписан в Барвалд. Победените Бранденбург, Саксония и Магдебург приемат условията на краля за съюз с Швеция.
През септември 1631 г. Густав разгромява имперския генерал фон Тили при Брайтенфелд, близо до Лайпциг и това е първата голяма протестантска победа във войната. Шведите потеглят на запад и по Коледа е превзет Майнц. Саксонска армия нахлува в Бохемия. Възобновявайки кампанията в началото на 1632 г. Густав се оттегля на изток, победен през април на пътя за Лех от фон Тили. Шведите влизат в Бавария. Валенщайн, възстановен като имперски генерал, организира армията и принуждава Густав да се върне към Нюрнберг.
Валенщайн разполага армията си наблизо и двата лагера стоят един срещу друг два месеца, без да водят решително сражение. Накрая Густав напада лагера на Валенщайн, но неуспешно и се оттегля към Вюрцбург, оставяйки силен гарнизон в Нюрнберг. Валенщайн превзема незащитената Саксония и принуждава Густав да потегли на север. Двете армии се срещат при Лютцен на 16 ноември. Шведите разгромяват противника, но Густав е убит по време на сражението. Уксенщиерна продължава политиката на краля при царуването на дъщеря му Кристина. В началото Юхан Банер, а след това Ленарт Торстенсон наследяват краля на бойното поле.
Густав II Васа е погребан в църквата Riddarholm на остров Ридархолмен. 

## Военно дело
Докато повечето държави разчитат на наемни войници, Густав Адолф изгражда постоянна национална армия, която се отличава с висок морал и изключителна дисциплина. Дълбоко религиозен, кралят иска неговите войници да се държат като праведни християни. Всяко изнасилване, мъчение или плячкосване се наказва в шведската армия със смърт. Успехите на Густав се дължат на дисциплината, малките и подвижни модули, превъзходството на огнестрелните му оръжия и личната му харизма. Въпреки че е заинтересован от вътрешния просперитет на държавата, голяма част от успехите на шведската промишленост, фискалните и административни реформи се дължат на държавния канцлер Уксеншерна.